# Distrito de Orcotuna
El Distrito de Orcotuna,  enclavado en la margen derecha del majestuoso "Valle del Mantaro", es uno de los quince distritos que conforman la Provincia de Concepción del departamento de Junín, bajo la administración del  Gobierno Regional de Junín, en el centro del Perú. Limita por el norte con el distrito de Mito; por el sur con el distrito de Sicaya; por el este con el distrito de San Jerónimo de Tunán, y; por el oeste con los distritos de Manzanares y Chambará.
Desde el punto de vista jerárquico de la Iglesia católica forma parte de la Arquidiócesis de Huancayo.

## Historia
El distrito fue creado mediante Ley del 2 de enero de 1857, en el gobierno del Presidente Ramón Castilla.

## Geografía
Tiene una superficie de 44,75 km². Se encuentra en la margen derecha del río Mantaro, a 330 km de Lima y a 15 km de la ciudad de Huancayo, capital del departamento. Siendo más exactos está situada a poco más de 3 000 metros sobre el nivel del mar entre los 11º52’ de latitud Sur y a 75º26’ de latitud Oeste del Meridiano de Grenwich.

## Capital
Orcotuna está enclavado entre los cerros conocidos como "Santa Inés" y "Jerusalén" en cuyas faldas existen vestigios de la que fue abundante flora de tunas. La palabra ORCOTUNA significa "Rincón de las Tunas" ya que proviene de los términos quechuas: "ORCO" que significa "Rincón" y del nombre del fruto del cactus de la TUNA. La localidad principal se encuentra a 3 300 m s. n. m. y tiene una población aproximada de más de 4 200 habitantes entre los barrios de Huando y Tunán.

## Economía
Orcotuna es muy rica en el cultivo agrónomo; produciendo en sus campos extensiones de sembríos de papa, maíz, haba, arveja, Zanahoria, trigo, cebada; secundado por los pastizales de alfalfar y avena que son el soporte para su  producción ganadera mayor (ganado vacuno, ovino, equino, porcino, lanar) y menor (cuys y conejos).
Actualmente la crianza  del cuy está creciendo en el distrito, ya que muchos lugareños están dedicando sus conocimientos y tiempo a esta labor que les genera un ingreso  regular  en su venta en el mercado.[cita requerida]

## Autoridades

### Municipales
2023-2026: RONALD WILDER CONTRERAS TIZA (MOVIMIENTO REGIONAL CORAZON PATRIOTA)
2019-2022: Mario Grande Bueno (Fuerza Popular.)
- 2015-2018[2]
  - Alcalde: César Edgardo Santillán Moya, Partido Acción Popular (AP).
  - Regidores: Melita Hortencia Del Pino Pérez (AP), Samudio Elías Martínez Tacza (AP), Jorge Miguel Arroyo Guevara (AP), Manuel Gerardo De Dios Lazo (AP), Russvelt Raúl Galarza Inga (Perú Libre).
- 2011-2014[3][4]
  - Alcalde: César Edgardo Santillán Moya, Movimiento Político Regional Perú Libre (PL).
  - Regidores: Juan Olihua Verástegui (PL), Luis Ricardo Quispe Álvarez (PL), Corina Maritza Parco Llallico (PL), Natali Macha Tacza (PL), Víctor Francisco Gutiérrez López (Fuerza 2011).
- 2007-2010
  - Alcalde: David Hugo García Zorrilla.

### Policiales
- Comisario: Sgto. PNP

### Religiosas
- Arquidiócesis de Huancayo[5]
  - Arzobispo: Mons. Pedro Barrego Jimeno, SJ.
- Parroquia 
  - Párroco: Prb. . Samuel David Miranda Atoche

## Festividades
Entre sus atractivos, destaca el santuario dedicado a Nuestra Señora de Cocharcas, levantado en el mismo lugar en el que según la leyenda se apareció la Virgen. En este lugar se aprecia delante de ella un mirador desde el cual se puede divisar el Valle del Mantaro; en el plano inferior se observa la plazoleta que lleva el mismo el mismo nombre del santuario. Todo se encuentra debajo del Cerro Jerusalem en cuya cumbre se halla una capilla. Los pobladores beben el agua de un manantial ubicado al pie de las capillas y se la llevan en depósitos ya que es considerada como agua milagrosa. Su fiesta patronal es del 7 al 15 de setiembre, la cual es multitudinaria y diversas familias vienen de otras partes del país para reencontrarse durante ese evento.

### Leyenda de laVirgen de Cocharcas
Junto al cerro San Cristóbal de Orcotuna, vivía una pareja de esposos. La esposa se llamaba Chumirosa y para vivir se dedicaba a hilar, para que su esposo pudiera tejer mantas que vendían en la feria dominical de Huancayo. Durante la noche del 8 de septiembre, Chumirosa sintió que su perro ladraba, asustada, se quedó quieta y escuchó que lavaban ropa. Entonces, salió en dirección a un puquial que se llama Aquilán y vio a una niña vestida con una túnica roja, que lavaba pañales y los tendía entre las retamas. Cuando se acercó para preguntarle qué hacía a esas horas, la niña desapareció. Asustada, regresó a su casa y le contó a su marido, este, curioso, quiso averiguar quién era esa niña, esperó toda la noche, pero no apareció nada raro.
La aparición sólo se presentaba a la Chumirosa, hasta que Chumirosa, venciendo su miedo, decidió hablar con ella una noche de luna llena. Entonces, le preguntó: “¿Por qué lavas tan tarde?”, “Es que estas aguas son puras y frescas”, respondió. “¿Cómo te llamas?”. “?Rosa...”. “Acércate, no tengas miedo, te he elegido para que hables por mí. He viajado desde Copacabana. Estoy buscando un lugar para vivir tranquila ¿Quiénes son tus padres?” “Mi papá se llama Joaquín y mi mamá se llama Ana”.
“Vamos a mi casa", le invitó Chumirosa, "ahí podrás descansar”. ¿Rosita?. Comunica a todos que levanten una capilla dedicada a la Virgen de Cocharcas, junto a este manantial, al pie de este cerrito”. La Chumirosa, arrodillándose, le dijo: “¡Virgen María!... Aún en mi pobreza, por mi fe haré tu voluntad, desde hoy hilaré más, juntaré más plata para levantarte una capilla, para que te veneren todos los orcotuneños ¿Pero cómo convenceré a mis paisanos?” “No te preocupes, mañana tendrás una prueba de mi deseo. Te vas a levantar temprano y ven aquí mismo”. Todos los orcotuneños fueron al sitio y al ver el milagro que la figura de la Virgen estaba en la roca donde brotaba el agua. Todos tomaron las aguas, se lavaron y ese lugar se convirtió en sagrado, en el cual actualmente se ubica una iglesia.

## Vías de acceso
A 15 minutos en auto de la ciudad de Huancayo, en dirección a Jauja.
Transporte público: de Huancayo se pueden abordar los carros (combis) a Orcotuna por un costo entre (S/. 1,00 y S/. 1,50).
Facilidades: Orcotuna es una ciudad relativamente grande, es fácil conseguir abastos y hay hospedajes locales.